# Juan Ángel Romero
Juan Ángel Romero Isasi (Asunción, Central; 27 de diciembre de 1934-Elche, Alicante; 17 de junio de 2009) fue un futbolista paraguayo. Jugaba de delantero y es considerado como el segundo mejor jugador de la historia del Elche CF.

## Carrera
Comenzó su carrera en el año 1952 jugando para Olimpia. Jugó para el club hasta 1954. 
En ese año se fue a Uruguay para jugar en Nacional, donde logró conquistar 11 títulos nacionales y disputó 254 partidos con un total de 102 goles. Jugó para el club uruguayo hasta 1960. 
En ese año se fue a España para jugar en el Elche CF, club en el que logró convertirse en el tercer jugador que más goles marcó en la historia del Elche, tanto en liga como en copa. Anotó el tanto número cien del club; y fue el máximo realizador del equipo durante cuatro temporadas consecutivas. Su último gol, el 80, lo marcó el 16 de abril de 1967, contra el Zaragoza FC (5-1). Su último partido con el Elche fue el 23 de abril de 1967, contra el Sevilla FC, en el estadio Sánchez Pizjuán.
Posteriormente, en 1967, pasó a las filas del Hércules CF. Jugó para ese equipo hasta 1968.
En ese año volvió al Elche CF, para finalmente, ponerle fin a su carrera profesional en el año 1970.

## Fallecimiento
Falleció el 17 de junio de 2009 a los 74 años en el Hospital General de Elche por un derrame cerebral.

## Clubes
| Club        | País     | Año       |
| ----------- | -------- | --------- |
| Olimpia     | Paraguay | 1952-1954 |
| Nacional    | Uruguay  | 1954-1960 |
| Elche CF    | España   | 1960-1967 |
| Hércules CF | España   | 1967-1968 |
| Elche CF    | España   | 1968-1970 |

## Palmarés
| Título              | Club     | País    | Año  |
| ------------------- | -------- | ------- | ---- |
| Torneo Cuadrangular | Nacional | Uruguay | 1954 |
| Campeonato Uruguayo | Nacional | Uruguay | 1955 |
| Torneo de Honor     | Nacional | Uruguay | 1955 |
| Torneo Cuadrangular | Nacional | Uruguay | 1956 |
| Campeonato Uruguayo | Nacional | Uruguay | 1956 |
| Torneo de Honor     | Nacional | Uruguay | 1957 |
| Campeonato Uruguayo | Nacional | Uruguay | 1957 |
| Torneo Competencia  | Nacional | Uruguay | 1958 |
| Torneo de Honor     | Nacional | Uruguay | 1958 |
| Torneo Cuadrangular | Nacional | Uruguay | 1958 |
| Torneo Competencia  | Nacional | Uruguay | 1959 |